# Élections législatives de 2017 dans l'Yonne
Les élections législatives françaises de 2017 se déroulent les 11 et 18 juin 2017. Dans le département de l'Yonne, trois députés sont à élire dans le cadre de trois circonscriptions.

## Élus
| Circonscription                                                                                                | Député sortant      | Parti | Parti | Député élu ou réélu | Parti | Parti |
| --- | ------------------- | ----- | ----- | ------------------- | ----- | ----- |
| 1re | Guillaume Larrivé   |       | LR    | Guillaume Larrivé   |       | LR    |
| 2e | Jean-Yves Caullet** |       | PS    | André Villiers      |       | UDI   |
| 3e | Marie-Louise Fort*  |       | LR    | Michèle Crouzet     |       | LREM  |
| * député sortant ne se représentant pas en 2017 ** député PS sortant se représente en 2017 sous étiquette LREM |                     |       |       |                     |       |       |

## Rappel des résultats départementaux des élections de 2012
| Parti          | Parti                              | Premier tour | Premier tour | Second tour | Second tour | Sièges |
| Parti          | Parti                              | Voix         | %            | Voix        | %           | Sièges |
| -------------- | ---------------------------------- | ------------ | ------------ | ----------- | ----------- | ------ |
|                | Parti socialiste                   | 47 051       | 32,67        | 66 920      | 47,67       | 1      |
|                | Parti radical de gauche            | 4 311        | 2,99         |             |             | 0      |
|                | Europe Écologie Les Verts          | 3 371        | 2,34         | 0           |             |        |
|                | Majorité présidentielle            | 54 733       | 38,00        | 66 920      | 47,67       | 1      |
|                |                                    |              |              |             |             |        |
|                | Union pour un mouvement populaire  | 48 470       | 33,65        | 73 436      | 52,33       | 2      |
|                | Nouveau centre                     | 3 836        | 2,66         |             |             | 0      |
|                | Divers droite dont DLR et PCD      | 1 982        | 1,38         | 0           |             |        |
|                | Droite parlementaire               | 54 288       | 37,69        | 73 436      | 52,33       | 2      |
|                |                                    |              |              |             |             |        |
|                | Front national                     | 25 094       | 17,42        |             |             | 0      |
|                | Front de gauche                    | 6 544        | 4,54         | 0           |             |        |
|                | Extrême gauche dont LO, NPA et POI | 1 683        | 1,17         | 0           |             |        |
|                | Divers écologiste dont MÉI et AÉI  | 844          | 0,59         | 0           |             |        |
|                | Extrême droite                     | 844          | 0,59         | 0           |             |        |
|                |                                    |              |              |             |             |        |
| Inscrits       | Inscrits                           | 245 228      | 100,00       | 245 205     | 100,00      | 3      |
| Abstentions    | Abstentions                        | 99 058       | 40,39        | 100 251     | 40,88       |        |
| Votants        | Votants                            | 146 170      | 59,61        | 144 954     | 59,12       |        |
| Blancs et nuls | Blancs et nuls                     | 2 140        | 1,46         | 4 598       | 3,17        |        |
| Exprimés       | Exprimés                           | 144 030      | 98,54        | 140 356     | 96,83       |        |

## Résultats

### Résultats à l'échelle du département
|                                           |                                      |                           |                           |                          |                          |                          |  |  |
|                                           |                                      | Premier tour 11 juin 2017 | Premier tour 11 juin 2017 | Second tour 18 juin 2017 | Second tour 18 juin 2017 | Second tour 18 juin 2017 |  |  |
|                                           |                                      |                           |                           |                          |                          |                          |  |  |
|                                           |                                      | Nombre                    | % des inscrits            | Nombre                   | % des inscrits           |                          |  |  |
| Inscrits                                  | Inscrits                             | 241 809                   | 100,00                    | 241 743                  | 100,00                   |                          |  |  |
| Abstentions                               | Abstentions                          | 119 958                   | 49,61                     | 130 779                  | 54,10                    |                          |  |  |
| Votants                                   | Votants                              | 121 851                   | 50,39                     | 110 964                  | 45,90                    |                          |  |  |
|                                           |                                      |                           | % des votants             |                          | % des votants            |                          |  |  |
| Bulletins blancs                          | Bulletins blancs                     | 1 965                     | 1,61                      | 7 578                    | 6,83                     |                          |  |  |
| Bulletins nuls                            | Bulletins nuls                       | 655                       | 0,54                      | 3 210                    | 2,89                     |                          |  |  |
| Suffrages exprimés                        | Suffrages exprimés                   | 119 231                   | 97,85                     | 100 176                  | 90,28                    |                          |  |  |
|                                           |                                      |                           |                           |                          |                          |                          |  |  |
| Étiquette politique                       | Étiquette politique                  | Voix                      | % des exprimés            | Voix                     | % des exprimés           | Sièges                   |  |  |
|                                           |                                      |                           |                           |                          |                          |                          |  |  |
|                                           | La République en marche              | 36 785                    | 30,85                     | 50 004                   | 49,92                    | 1                        |  |  |
|                                           | Front national                       | 24 270                    | 20,36                     | 16 020                   | 15,99                    |                          |  |  |
|                                           | Les Républicains                     | 18 061                    | 15,15                     | 18 241                   | 18,21                    | 1                        |  |  |
|                                           | La France insoumise                  | 12 724                    | 10,67                     |                          |                          |                          |  |  |
|                                           | Union des démocrates et indépendants | 8 321                     | 6,98                      | 15 911                   | 15,88                    | 1                        |  |  |
|                                           | Écologiste                           | 4 556                     | 3,82                      |                          |                          |                          |  |  |
|                                           | Divers droite                        | 3 946                     | 3,31                      |                          |                          |                          |  |  |
|                                           | Parti communiste français            | 2 340                     | 1,96                      |                          |                          |                          |  |  |
|                                           | Debout la France                     | 2 241                     | 1,88                      |                          |                          |                          |  |  |
|                                           | Parti socialiste                     | 2 206                     | 1,85                      |                          |                          |                          |  |  |
|                                           | Divers                               | 1 595                     | 1,34                      |                          |                          |                          |  |  |
|                                           | Parti radical de gauche              | 1 035                     | 0,87                      |                          |                          |                          |  |  |
|                                           | Extrême gauche                       | 894                       | 0,75                      |                          |                          |                          |  |  |
|                                           | Extrême droite                       | 149                       | 0,12                      |                          |                          |                          |  |  |
|                                           | Divers gauche                        | 108                       | 0,09                      |                          |                          |                          |  |  |
| Source : Ministère de l'Intérieur - Yonne |                                      |                           |                           |                          |                          |                          |  |  |

### Résultats par circonscription

#### Première circonscription
Député sortant : Guillaume Larrivé (Les Républicains).
|                                                                         | |                           |                           |                          |                          |
|                                                                         | | Premier tour 11 juin 2017 | Premier tour 11 juin 2017 | Second tour 18 juin 2017 | Second tour 18 juin 2017 |
|                                                                         | |                           |                           |                          |                          |
|                                                                         | | Nombre                    | % des inscrits            | Nombre                   | % des inscrits           |
| Inscrits                                                                | Inscrits | 76 955                    | 100,00                    | 76 913                   | 100,00                   |
| Abstentions                                                             | Abstentions | 36 283                    | 47,15                     | 39 259                   | 51,04                    |
| Votants                                                                 | Votants | 40 672                    | 52,85                     | 37 654                   | 48,96                    |
|                                                                         | |                           | % des votants             |                          | % des votants            |
| Bulletins blancs                                                        | Bulletins blancs | 560                       | 1,38                      | 2 137                    | 5,68                     |
| Bulletins nuls                                                          | Bulletins nuls | 175                       | 0,43                      | 834                      | 2,21                     |
| Suffrages exprimés                                                      | Suffrages exprimés | 39 937                    | 98,19                     | 34 683                   | 92,11                    |
|                                                                         | |                           |                           |                          |                          |
| Candidat Étiquette politique (partis et alliances)                      | Candidat Étiquette politique (partis et alliances)                                                                               | Voix                      | % des exprimés            | Voix                     | % des exprimés           |
|                                                                         | |                           |                           |                          |                          |
|                                                                         | Paulo Da Silva Moreira La République en marche                                                                                   | 13 482                    | 33,76                     | 16 442                   | 47,41                    |
|                                                                         | Guillaume Larrivé (député sortant) Les Républicains (Union des démocrates et indépendants - Chasse, pêche, nature et traditions) | 11 587                    | 29,01                     | 18 241                   | 52,59                    |
|                                                                         | Ludovic Vigreux Front national                                                                                                   | 6 221                     | 15,58                     |                          |                          |
|                                                                         | Mathieu Deburghrave La France insoumise                                                                                          | 4 248                     | 10,64                     |                          |                          |
|                                                                         | Maud Navarre Europe Écologie Les Verts (Parti socialiste - Parti radical de gauche)                                              | 2 453                     | 6,14                      |                          |                          |
|                                                                         | Anna Contant Debout la France | 648                       | 1,62                      |                          |                          |
|                                                                         | Françoise Gazel-Charlier Écologiste (Alliance écologiste indépendante)                                                           | 307                       | 0,77                      |                          |                          |
|                                                                         | Sylvie Manigaut Lutte ouvrière                                                                                                   | 262                       | 0,66                      |                          |                          |
|                                                                         | Nordine Bouchrou Divers | 260                       | 0,65                      |                          |                          |
|                                                                         | Mathieu Porcher Divers | 196                       | 0,49                      |                          |                          |
|                                                                         | Véronique Montigny Divers (Union populaire républicaine)                                                                         | 189                       | 0,47                      |                          |                          |
|                                                                         | Ramazan Yilmaz Divers (Parti égalité et justice)                                                                                 | 84                        | 0,21                      |                          |                          |
| Source : Ministère de l'Intérieur - Première circonscription de l'Yonne | |                           |                           |                          |                          |

#### Deuxième circonscription
Député sortant : Jean-Yves Caullet (La République en marche).
|                                                                         |                                                                                |                           |                           |                          |                          |
|                                                                         |                                                                                | Premier tour 11 juin 2017 | Premier tour 11 juin 2017 | Second tour 18 juin 2017 | Second tour 18 juin 2017 |
|                                                                         |                                                                                |                           |                           |                          |                          |
|                                                                         |                                                                                | Nombre                    | % des inscrits            | Nombre                   | % des inscrits           |
| Inscrits                                                                | Inscrits                                                                       | 75 696                    | 100,00                    | 75 693                   | 100,00                   |
| Abstentions                                                             | Abstentions                                                                    | 37 337                    | 49,32                     | 41 991                   | 55,48                    |
| Votants                                                                 | Votants                                                                        | 38 359                    | 50,68                     | 33 702                   | 44,52                    |
|                                                                         |                                                                                |                           | % des votants             |                          | % des votants            |
| Bulletins blancs                                                        | Bulletins blancs                                                               | 771                       | 2,01                      | 2 877                    | 8,54                     |
| Bulletins nuls                                                          | Bulletins nuls                                                                 | 274                       | 0,71                      | 1 409                    | 4,18                     |
| Suffrages exprimés                                                      | Suffrages exprimés                                                             | 37 314                    | 97,28                     | 29 416                   | 87,28                    |
|                                                                         |                                                                                |                           |                           |                          |                          |
| Candidat Étiquette politique (partis et alliances)                      | Candidat Étiquette politique (partis et alliances)                             | Voix                      | % des exprimés            | Voix                     | % des exprimés           |
|                                                                         |                                                                                |                           |                           |                          |                          |
|                                                                         | Jean-Yves Caullet (député sortant) La République en marche                     | 11 275                    | 30,22                     | 13 505                   | 45,91                    |
|                                                                         | André Villiers Union des démocrates et indépendants (Les Républicains)         | 8 321                     | 22,30                     | 15 911                   | 54,09                    |
|                                                                         | Edwige Jacquet Front national                                                  | 7 300                     | 19,56                     |                          |                          |
|                                                                         | Philippe Collin La France insoumise                                            | 4 169                     | 11,17                     |                          |                          |
|                                                                         | François Meyroune Parti communiste français                                    | 1 652                     | 4,43                      |                          |                          |
|                                                                         | Élodie Roy Parti radical de gauche (Parti socialiste)                          | 1 035                     | 2,77                      |                          |                          |
|                                                                         | Guillaume Durand Europe Écologie Les Verts                                     | 952                       | 2,55                      |                          |                          |
|                                                                         | Mehdi Barbot Debout la France                                                  | 831                       | 2,23                      |                          |                          |
|                                                                         | Nicolas Robert Divers droite                                                   | 734                       | 1,97                      |                          |                          |
|                                                                         | Christophe Lamodière Divers droite (Parti libéral démocrate)                   | 259                       | 0,69                      |                          |                          |
|                                                                         | Annita Carrasco Lutte ouvrière                                                 | 254                       | 0,68                      |                          |                          |
|                                                                         | Frédéric Wachowiak Divers (Union populaire républicaine)                       | 173                       | 0,46                      |                          |                          |
|                                                                         | Cyrille Rey-Coquais Extrême droite (Civitas)                                   | 149                       | 0,40                      |                          |                          |
|                                                                         | Dursun Usta Divers (Parti égalité et justice)                                  | 112                       | 0,30                      |                          |                          |
|                                                                         | Annie Scaniglia-Kermin Extrême gauche (Parti ouvrier indépendant démocratique) | 97                        | 0,26                      |                          |                          |
|                                                                         | Joël Rigolat Divers droite (Rassemblement pour la France)                      | 1                         | 0,00                      |                          |                          |
| Source : Ministère de l'Intérieur - Deuxième circonscription de l'Yonne |                                                                                |                           |                           |                          |                          |

#### Troisième circonscription
Député sortant : Marie-Louise Fort (Les Républicains).
|                                                                          |                                                                                           |                           |                           |                          |                          |
|                                                                          |                                                                                           | Premier tour 11 juin 2017 | Premier tour 11 juin 2017 | Second tour 18 juin 2017 | Second tour 18 juin 2017 |
|                                                                          |                                                                                           |                           |                           |                          |                          |
|                                                                          |                                                                                           | Nombre                    | % des inscrits            | Nombre                   | % des inscrits           |
| Inscrits                                                                 | Inscrits                                                                                  | 89 158                    | 100,00                    | 89 137                   | 100,00                   |
| Abstentions                                                              | Abstentions                                                                               | 46 338                    | 51,97                     | 49 529                   | 55,57                    |
| Votants                                                                  | Votants                                                                                   | 42 820                    | 48,03                     | 39 608                   | 44,43                    |
|                                                                          |                                                                                           |                           | % des votants             |                          | % des votants            |
| Bulletins blancs                                                         | Bulletins blancs                                                                          | 634                       | 1,48                      | 2 564                    | 6,47                     |
| Bulletins nuls                                                           | Bulletins nuls                                                                            | 206                       | 0,48                      | 967                      | 2,44                     |
| Suffrages exprimés                                                       | Suffrages exprimés                                                                        | 41 980                    | 98,04                     | 36 077                   | 91,09                    |
|                                                                          |                                                                                           |                           |                           |                          |                          |
| Candidat Étiquette politique (partis et alliances)                       | Candidat Étiquette politique (partis et alliances)                                        | Voix                      | % des exprimés            | Voix                     | % des exprimés           |
|                                                                          |                                                                                           |                           |                           |                          |                          |
|                                                                          | Michèle Crouzet La République en marche                                                   | 12 028                    | 28,65                     | 20 057                   | 55,59                    |
|                                                                          | Julien Odoul Front national                                                               | 10 749                    | 25,61                     | 16 020                   | 44,41                    |
|                                                                          | Clarisse Quentin Les Républicains (Union des démocrates et indépendants)                  | 6 474                     | 15,42                     |                          |                          |
|                                                                          | Isabelle Michaud La France insoumise                                                      | 4 307                     | 10,26                     |                          |                          |
|                                                                          | Delphine Gremy Divers droite                                                              | 2 640                     | 6,29                      |                          |                          |
|                                                                          | Dominique Bourreau Parti socialiste (Parti radical de gauche - Europe Écologie Les Verts) | 2 206                     | 5,25                      |                          |                          |
|                                                                          | Bernard Beherec Écologiste (Mouvement 100 %)                                              | 844                       | 2,01                      |                          |                          |
|                                                                          | Sylvain Sifflet-Lafaverge Debout la France                                                | 762                       | 1,82                      |                          |                          |
|                                                                          | Patrick Blin Parti communiste français (Front de gauche - Parti communiste français)      | 688                       | 1,64                      |                          |                          |
|                                                                          | Xavier Poinsard Divers droite (Parti chrétien-démocrate)                                  | 312                       | 0,74                      |                          |                          |
|                                                                          | Simonne Pallant Lutte ouvrière                                                            | 281                       | 0,67                      |                          |                          |
|                                                                          | Isabelle Corrado Divers (Union populaire républicaine)                                    | 278                       | 0,66                      |                          |                          |
|                                                                          | Jean-Baptiste Dufay Divers                                                                | 183                       | 0,44                      |                          |                          |
|                                                                          | Muslimé Sunar Divers (Parti égalité et justice)                                           | 120                       | 0,29                      |                          |                          |
|                                                                          | Olivier Martin Divers gauche (Mouvement des progressistes)                                | 108                       | 0,26                      |                          |                          |
| Source : Ministère de l'Intérieur - Troisième circonscription de l'Yonne |                                                                                           |                           |                           |                          |                          |